# سوني بونو
سوني بونو (بالإنجليزية: Sonny Bono)‏ (و. 1935 – 1998 م) هو ممثل، ومغن، وسياسي، ومغن مؤلف، ومنتج أسطوانات، وممثل تلفزيوني من الولايات المتحدة الأمريكية . ولد في ديترويت، ميشيغان . تولى منصب أعضاء مجلس النواب الأمريكي (3 يناير 1995–5 يناير 1998) .
وهو عضو في الحزب الجمهوري .
توفي في ستيتلاين، نيفادا .

## روابط خارجية
- سوني بونو على موقع IMDb (الإنجليزية)
- سوني بونو على موقع الموسوعة البريطانية (الإنجليزية)
- سوني بونو على موقع روتن توميتوز (الإنجليزية)
- سوني بونو على موقع ألو سيني (الفرنسية)
- سوني بونو على موقع ميوزك برينز (الإنجليزية)
- سوني بونو على موقع تيرنر كلاسيك موفيز (الإنجليزية)
- سوني بونو على موقع أول موفي (الإنجليزية)
- سوني بونو على موقع قاعدة بيانات برودواي على الإنترنت (الإنجليزية)
- سوني بونو على موقع قاعدة بيانات الأفلام السويدية (السويدية)
- سوني بونو على موقع إن إن دي بي (الإنجليزية)